# 카데라역
카데라역(Cadera)은 스위스 그라우뷘덴주의 포스키아보 지자체에 있는 기차역이다. 이 역은 래티셰 철도의 베르니나선에 위치하고 있다.
역에는 2개의 통과 트랙이 있으며, 그중 하나만 단일 플랫폼에서 연결된다. 작은 단층 목재 역 건물이 있다.

## 운행편
다음 서비스는 카데라역에서 정차한다.
- 레기오 : 생모리츠와 티라노 사이를 2시간마다 운행